# Sjojacha
Sjojacha (rusky Сёяха) je osada a říční přístav v Jamalském okrese v Jamalo-něneckém autonomním okruhu v Rusku. V roce 2019 zde žilo 2 792 obyvatel.

## Geografie
Osada se nachází ve střední části poloostrova Jamal při ústí řeky Sjojacha do Obského zálivu. Osada je součástí hraničního pásma Ruské federace, které je v rámci Jamalo-něneckého automního okruhu zřízeno v pásu širokém 10 km od mořského pobřeží.

## Historie
Sjojacha vznikla ve 20. letech 20. století. V roce 1929 zde byla založena továrna na zpracování sobích produktů. V roce 1935 byla v osadě otevřena škola pro něnecké děti (dnes internát pro střední školu). V roce 1936 byla v osadě zřízena polární stanice Sjojacha, aby poskytovala meteorologické informace pro severní mořskou cestu. polární letectví a plavbu v Obském zálivu. 
Na počátku 60. let 20. století bylo sloučeno několik okolních kolchozů a Sjojacha se stala centrální vesnicí státního statku. V osadě byla otevřena knihovna a společenský klub. V roce 1970 byla postavena venkovská nemocnice. 
Od roku 1968 v osadě sídlí polární geologická výzkumná expedice.

## Obyvatelstvo
Podle sčítání lidu z roku 2019 bylo v Sjojaše 2792 obyvatel, z toho 83 % Něnců a 17 % Rusů.
Obyvatelstvo, které kočuje, se zabývá především pastevectvím sobů, lovem, rybolovem a žije v tradičních severských čumech. 

## Doprava
Osada je přes helikoptéry spojena se Salechardem, Jar-sale a Mysem Kamenným.
Přes zimu je zimními cestami osada spojena s táborem Bovanenkovo.
V osadě je říční přístav.